# Karla
Karla je žensko osebno ime.

## Izvor imena
Ime Karla je ženska oblika moškega osebnega imena Karel.

## Različice imena
Karlina, Karlinca, Karlinka, Karlota, Karlote, Karol, Karola, Karolin, Karolina, Karolinca, Karoline, Lota, Lote, Loti, Lotka, Šarlota

## Tujejezikovne različice imena
- pri Italijanih: Carla
- pri Nemcih: Karla
- pri Poljakih: Karola

## Pogostost imena
Po podatkih Statističnega urada Republike Slovenije je bilo na dan 31. decembra 2007 v Sloveniji število ženskih oseb z imenom Karla: 375.

## Osebni praznik
Ime Karla in njene različice so v koledarju uvrščene k imenu Karel.